# Calamoneta djojosudharmoi
Espèce
Calamoneta djojosudharmoi est une espèce d'araignées aranéomorphes de la famille des Cheiracanthiidae.

## Distribution
Cette espèce est endémique de Sumatra en Indonésie. Elle se rencontre sur le Gunung Leuser.

## Description
Le mâle holotype mesure 5,75 mm.

## Systématique et taxinomie
Cette espèce a été décrite par Deeleman-Reinhold en 2001.

## Étymologie
Cette espèce est nommée en l'honneur de Suharto Djojosudharmo.

## Publication originale
- Deeleman-Reinhold, 2001 : Forest spiders of South East Asia: with a revision of the sac and ground spiders (Araneae: Clubionidae, Corinnidae, Liocranidae, Gnaphosidae, Prodidomidae and Trochanterriidae. Brill, Leiden, p. 1-591.